# Битва при Маг Туиред
«Битва при Маг Туиред» (др.‑ирл. Cath Maige Tuired), иногда «Вторая битва при Маг Туиред» — ирландская сага, сохранившаяся в одной рукописи XVI в. — London, British Library, MS Harley 5280 ff. 63a-70b. Центральной темой саги является конфликт могущественных магических существ - Племён Богини Дану с их врагами фоморами.

## Содержание

### Племена Богини Дану. Первая битва при Маг Туиред и правление Бреса
Полный заголовок саги гласит: "О Битве при Маг Туиред повествуется здесь, и о рождении Бреса, сына Элаты, и о его царствовании". Сага начинается с рассказа о приходе Племён Богини Дану с "северных островов", где они постигали тайные знания в четырёх городах - Фалиасе и Гориасе, Муриасе и Финдиасе. Они высадились в Ирландии (произошло это, как говорит традиция, в первый майский день (см.Белтайн) и сразились с Фир Болг ("Первая битва при Маг Туиред"). В этой битве их королю Нуаду отрубили руку. Так как Нуаду стал увечен, власть была передана Бресу, сыну короля фоморов Элаты и девушке из племён богини Дану, Эриу. При нём фоморы обложили Ирландию данью, а однажды Брес нарушил законы гостеприимства в отношении филида Корпре, и тот спел песнь поношения, после чего страна перестала процветать.
Туату Де Дананн попросили Бреса вернуть престол, но согласились, чтобы он остался королём до конца оговоренного семилетнего срока. Брес за это время решил собрать армию фоморов, и со своей матерью отправился к отцу; тот, будучи недоволен сыном, принял его холодно, но помог собрать войска.

### Убийство Миаха. Появление Луга
Племена богини Дану, готовясь к войне, вновь провозгласили королём Нуаду, которому бог-врачеватель Диан Кехт, брат Нуаду, сделал серебряную руку. Миах, сын Диана (кроме него, был ещё сын Диана, Октриуйл), восстановил руку целиком, чем разгневал отца, который убил его. Тело Миаха превратилось в целебные травы, которые дочь Диана Аирмед разложила по назначению на плаще, но Диан Кехт перемешал их. Между тем фоморы продолжали угнетать ирландцев. В Тару явился Луг Ламфада (Длиннорукий), сын Киана, сына Кинта и Этне, дочери одного из королей Фоморов — Балора, который оказался мастером во всех искусствах, за что был прозван также Самилданахом («Многоискуссным»). Воитель Огма, брат Нуады, вызвал Луга на соревнование в силе. Он поднял огромный камень, стоявший в королевской зале, «который бы и четырежды двадцать пар волов не сдвинули бы с места», и выкинул его за пределы Тары, Луг же вернул его на место. Также Луг сыграл в фидхелл с королём Нуадой и все время выигрывал. Увидев в Луге спасение от власти фоморов, Нуада Аргетлам уступил ему титул верховного короля. 

### Подготовка к сражению
Став королём, Луг начал готовиться к войне против фоморов. Индех, король фоморов, подверг посланного к ним для переговоров Дагду испытанию, заставив его съесть огромное количество пищи. Морриган пообещала Дагде принести кровь Индеха.
Когда фоморы под предводительством Бреса явились за данью, войско Туата Де Даннан, во главе с Лугом и Бодб Деаргом, сыном Дагды, сразились с ними в Битве при Маг Мор-ан-Аонай. В этой битве от руки Луга пало 200 фоморов. Луг настиг Бреса и отпустил его лишь когда тот дал обещание привести всех фоморов на великую битву. В «Саге о битве при Маг Туиред» этот эпизод отсутствует, но присутствует в других источниках
Фоморы собрали огромное войско, их флот тянулся «от Ирландии до островов Чужеземцев». Фоморов вели одиннадцать королей: верховный король Индех Де Доммнан; Балор, сын Дота; Элата, сын Делбаета; Брес, сын Элата; Туйри Тортбуйлех, сын Лобоса; Голл; Ирголл; Лоскенломм, сын Ломглунеха; Октрайаллах, сын Индеха; Омна; Багма. Каждый король привёл своих свободных подданных, наёмников и невольников. Вскоре после прибытия Фоморы встали станом в Скетне, а Туата Де Даннан в Маг Аурфолайг. Вскоре оба войска сошлись на равнине Маг Туиред. Опасаясь гибели Луга, Туаты решили не допустить его к участию в битве, поставив девять воинов охранять его. Однако Луг ускользнул от них и стал вдохновлять своё войско на битву. Каждый из богов пообещал послужить Ирландии своим искусством. Дагда же пообещал исполнить все, что они говорили, дав обещание сокрушить множество врагов: «Столько костей раздробит моя палица, сколько камней топчет табун лошадей».

### Битва
На первом этапе битвы бились простые воины, знатные герои и короли не вступали в битву. Все треснувшее и сломанное оружие чинил, и ковал новое Гоибниу-кузнец. Лугайд (или Лухта)-плотник в три приема вырезал древки, «так что третьим насаживал наконечник». Кредне-медник тремя поворотами изготавливал заклепки, «так что не было нужды сверлить для них дыры, сами они приставали». Долб, кузнец фоморов, не мог так делать. Врачеватели Диан Кехт, его сыновья Октриуйлл и Миах, и дочь Аирмед пели заклинания над источником Слане, куда погружались израненные и сраженные насмерть воины, которые выходили оттуда выходили исцеленными. Фоморы решили убить Гойбниу, и подослали к нему Руадана, сына Бреса и Бриг, дочери Дагды. Руадан подошёл к Гойбниу, и тот дал ему копьё. Тогда он метнул это копьё в Гойбниу и ранил его. Гоибниу вытащил из себя это копьё и метнул в Руадана, убив его, затем он окунулся в источник и исцелился. По приказу Октрайаллаха, сына Индеха, каждый фомор взял камень и кинул в источник, таким образом он был засыпан.
Наконец пришёл черед сражаться королям и героям. Фоморы выступили против ирландцев «могучими несокрушимыми полчищами» во главе с одиннадцатью королями. Луг снова ускользнул от своих стражей и принялся подбадривать своих воинов, он обошёл своё воинство на одной ноге, прикрыв один глаз. Вскоре грянула ужасная битва. Октрайаллах убил Касмаэла. Кейтленн Кривозубая, королева фоморов, ранила копьём Дагду. Нуада мак Этлиу, король Туатов, и Маха, дочь Эрнмаса, пали от руки Балора Могучие Удары (у него ещё было прозвище «Дурной Глаз»). Тогда против Балора выступил его внук — Луг. Балор приказал открыть себе глаз, «против горсти бойцов не устоять было и многочисленному войску, заглянувшему в этот глаз». Как только Балору открыли глаз, Луг метнул в него камнем из пращи, так что глаз Балора вышел на затылке и поразил фоморов так, что «трижды девять из них полегли рядом, так что верхушки голов дошли до груди Индеха Де Домннана, и кровь струей излилась на его губы». По другим версиям Луг поражает Балора не камнем, а раскаленным бруском железа или копьём. О поединке Луга с Балором рассказывают также сохранившиеся до наших дней устные предания. В них говорится, что побежденный Балор предложил Лугу отрубить ему голову и поставить её на свою, чтобы тот смог перенять его силу. Луг водружает голову Балора на камень, и камень раскалывается на четыре куска: такой сильный яд вытекал из головы короля фоморов. Увидев поражение Балора, войско фоморов начало отступать. Огма, сын Этлиу, сразился в поединке с Индехом Де Домннаном, верховным королём Фоморов, и оба героя пали мертвыми. По другой версии, Индеха, раненного глазом Балора, затоптали насмерть, и Морриган принесла его кровь Дагде, как и обещала. Луг настиг Бреса, и тот попросил у него пощады. Туаты отпустили Бреса в обмен на плодородие Ирландии. Также Туаты пощадили филида Индеха — Лоха Летгласа. Огма мак Этлиу нашёл меч Тетры, короля фоморов — Орну. Он обтер его, и тот рассказал о всех совершенных им подвигах. В битве пало бессчетное количество фоморов. Последних четырёх фоморов, портивших скот и посевы Ирландии, Морриган и Энгус Ог изгнали на Самайн.
Фоморы, убегая, украли волшебную арфу, знавшую три мелодии — веселящую, сонную и грустную. Луг, Дагда и Огма похитили её прямо из пиршественного зала фоморов. Заканчивается рассказ предсказанием богини Бадб о конце света, сравнимым с предсказанием вельвы в Старшей Эдде.
Согласно «Анналам Четырёх Мастеров» битва произошла в 3330 году от Сотворения мира (1864 год до н. э.). По хронологии Джеффри Китинга, изложенной в его «Истории Ирландии», сражение произошло в 1447 году до н. э. Согласно «Саге о битве при Маг Туиред» битва произошла в то же время, когда окончилась Троянская война. В той же саге упоминается: «…сошлись ирландцы накануне празднества. Шесть раз по тридцать сотен было их там, иначе два раза по тридцать сотен в каждой трети войска», то есть начало битвы — 31 октября, но год неизвестен, и ирландцев было 18 тысяч.

### Параллели в других мифологиях
Исследователи сравнивают битву при Маг Туиред с повествованием о битве между асами и ванами в скандинавской мифологии.

## Издания и переводы
- Шкунаев, Сергей Владимирович. Битва при Маг Туиред // «Похищение быка из Куальнге» и предания об ирландских героях. — М.: Наука, 1985. — С. 351—380. — 496 с. — 100 000 экз.
- Gray, Elizabeth A. Cath Maige Tuired: The second battle of Mag Tuired. Kildare: Irish Texts Society, 1982 (Irish Texts Society, 52).

## Комментарии
1. ↑  На поле боя Огма нашёл меч Тетры — Орну, хотя об участии в битве этого короля Фоморов ничего не говорится.
2. ↑  Про правду короля см. Верховный король Ирландии.
3. ↑  Эриу — одно из именований Ирландии.
4. ↑  Луг — бог света и солнца. Прозвище «длиннорукий», согласно мнению некоторых исследователей, является образом солнечных лучей.
5. ↑  В «Саге…» губительные свойства одного из глаз Балора объясняются таким образом: ему в глаз проник дух зелья, которое варили друиды его отца.
6. ↑  Арфа — символ Ирландии.